# 二环己胺
二环己胺（英語：Dicyclohexylamine）是一种仲胺，带有二个环己基，分子式HN(C6H11)2。它在常温常压下为无色液体，但商品二环己胺通常带有黄色。它可用作合成其它化合物的前体。

## 制备
二环己胺可通过苯胺在钌或钯催化剂存在下氢化而成，但此反应主要产生的是环己胺。在催化剂里加入铌酸或钽酸可以提高二环己胺的产率。环己酮和氨或环己胺发生还原胺化反应，也能得到二环己胺。